# Base LORAN
La base LORAN (oficialment Coast Guard LORAN-C Station Estartit) era una estació Zulú d'emissió secundària dins del programa LORAN de radionavegació per a la mar Mediterrània (GRI 7990), construïda a l'Alt de la Pedrosa prop de L'Estartit, al Baix Empordà. De gestió nord-americana, es va posar en funcionament el 1961 i va desconnectar-se l'1 de gener de 1995. Les antenes foren enderrocades el 2005 i l'estació roman abandonada. Usava una potència de transmissió de 165 kW. Hi arriba un camí asfaltat provinent de l'Estartit que passa prop de la Torre Ponça.